# 須田昂己
須田 昂己（すだ こうき、2001年8月13日 - ）は、茨城県取手市出身のサッカー選手。ポジションはMF、SB。
JFA公認指導者C級ライセンス保持者。

## 略歴
ジュニア、ジュニアユース年代を茨城県守谷市で活動するアセノSCで過ごす。
2017年、東京学館浦安高等学校へ進学し、サッカー部に入部。
2019年、第14・15回wpsc世界挑戦セレクションに合格。
2020年、ポーランドへ渡る。現地でのテストを経て、ポーランド代表GKのウカシュ・ファビアンスキが所属していたLubuszanin Drezdenkoへ入団。同年12月に退団。
2021年、アルバニアへ渡り、KF Maliqiへ入団。リーグ戦無敗優勝・昇格を果たし、同年8月に退団。再びポーランドへ戻り、同年9月にLeśnik Rąpinに入団。
2022年3月、Budowlani Murzynowoにレンタル移籍するも、シーズン終了時チームは降格。帰国することを決め、レンタル先のBudowlani Murzynowo、レンタル元のLeśnik Rąpinをともに退団し、帰国する。
帰国後はジュニア、ジュニアユースを過ごしたアセノSCのスタッフとして活動を開始。
2023年、JFA公認指導者C級ライセンスを取得。現在も活動を続けている。

## 所属チーム

### 選手歴
- 東京学館浦安高等学校サッカー部（2017年 - 2019年  日本）
- KS Lubszanin Drezdenko（2020年1月-12月  ポーランド）
- KF Maliqi（2021年2月-8月  アルバニア）
- Leśnik Rąpin（2021年9月-2022年7月  ポーランド）
- Budowlani Murzynowo（2022年3月-7月  ポーランド）

### 指導歴
- アセノSC（2022年10月-）

## 主な成績
- U15クラブユース選手権 茨城県大会：優勝、準優勝
- アルバニア2部リーグ（Kategoria e Dytë）：優勝

## 出演
- 「ドイツ（現6部リーグ）へ渡りプロを目指す21歳の自主練（前編）」（Shun Nishida×Deutschannel，YouTube）
- 「共に海外挑戦をしている若者の決戦（後編）」（Shun Nishida×Deutschannel，YouTube）
- 「須田昂己インタビュー！サロンメンバーから4人目の海外挑戦者が誕生！」（せいやのタイちゃんねる，YouTube）